# کریستینا ورث
کریستینا ورث (انگلیسی: Christina Wirth؛ زادهٔ ۱۸ آوریل ۱۹۸۷) بازیکن بسکتبال اهل ایالات متحده آمریکا است.
وی در مسابقات کشوری و بین‌المللی در مجموع برندهٔ ۲ مدال طلا شده‌است.